# 永津佐比重
永津 佐比重（ながつ さひしげ、1889年（明治22年）3月1日 - 1979年（昭和54年）9月19日）は、日本の陸軍軍人。最終階級は陸軍中将。

## 経歴
愛知県西春日井郡師勝村（現在は北名古屋市）出身。
愛知一中（現愛知県立旭丘高等学校）を経て、1911年（明治44年）5月、陸軍士官学校（23期）を卒業。同年12月、歩兵少尉に任官し歩兵第18連隊付となる。1920年（大正9年）11月、陸軍大学校（32期）を卒業。
歩兵第18連隊中隊長、参謀本部付勤務、支那駐屯軍司令部付、同軍参謀、参謀本部員などを歴任し、1925年（大正14年）2月から1927年（昭和2年）12月まで、アメリカに駐在。帰国後、陸大教官、参謀本部員、歩兵第68連隊大隊長、支那公使館付武官補佐官、歩兵第49連隊付、関東軍参謀などを歴任。1934年（昭和9年）6月から12月まで欧米に出張。関東軍参謀を経て1935年（昭和10年）8月、陸軍大佐に昇進。参謀本部課長、歩兵第22連隊長を歴任し、1938年（昭和13年）7月、陸軍少将に進級、北支那方面軍司令部付（北支臨時政府最高軍事顧問）となった。
1941年（昭和16年）3月、陸軍中将に進み、翌月、第20師団長に親補され朝鮮に駐屯した。1942年（昭和17年）8月、支那派遣軍総参謀副長兼上海陸軍部長となり、さらに第13軍司令官を経て、第58軍司令官に就任。済州島で連合軍の上陸に備えていたが、交戦することなく終戦を迎えた。1945年（昭和20年）11月に復員。
1947年（昭和22年）11月28日、公職追放仮指定を受けた。

## 栄典
- 1941年（昭和16年）9月13日 - 勲一等瑞宝章[6]